# Anadia, Alagoas
Anadia là một đô thị thuộc bang Alagoas, Brasil. Đô thị này có diện tích 189,47 km², dân số năm 2007 là 18625 người, mật độ 98,3 người/km².